# Bryan Cranston
Bryan Lee Cranston (7. ožujka, 1956. Canoga Park, Kalifornija) je američki filmski i televizijski glumac i producent, najpoznatiji po ulogama zbunjenog oca Hala, oca petero tinejdžera u seriji "Malcolm u sredini" i Waltera Whitea u AMC-ovoj hit seriji "Na putu prema dolje".

## Vanjske poveznice
- Bryan Cranston u internetskoj bazi filmova IMDb-u (engl.)